# Mariakapel (Linne, Maasbrachterweg)

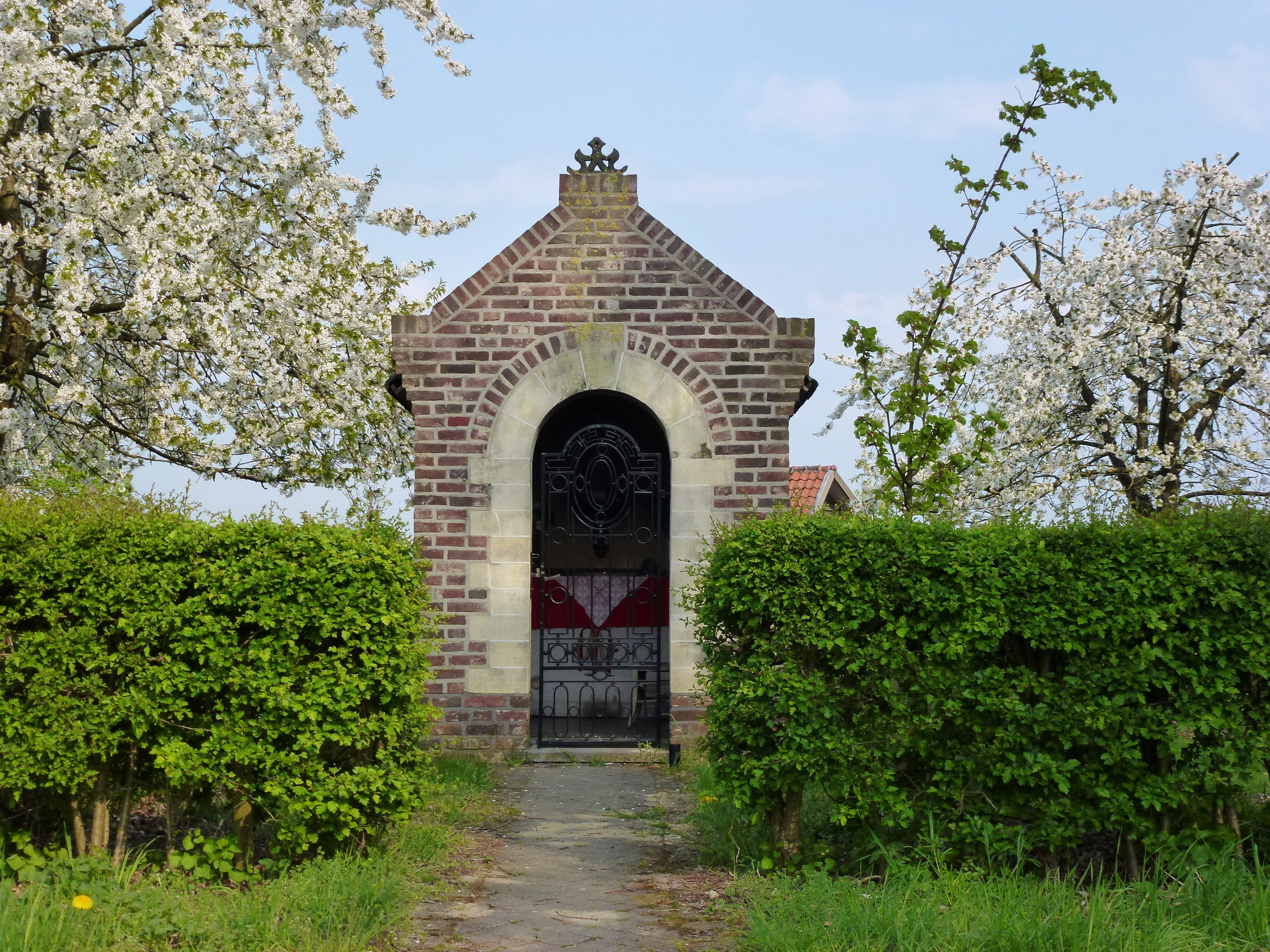
De Mariakapel

De Mariakapel is een kapel tussen het dorp Linne en Brachterbeek in de Nederlandse gemeente Maasgouw. De kapel staat aan de Maasbrachterweg ten zuidwesten van het dorp vlak bij de brug over de Vlootbeek ten zuidwesten van de windmolen Linnermolen en ten zuidoosten van de watermolen Linnermolen.
Op ongeveer anderhalve kilometer naar het oosten staan de Mariakapel aan de Breeweg en de Mariakapel aan de Nieuwe Markt en ongeveer 800 meter naar het zuidwesten staat de Mariakapel van Brachterbeek.
De kapel is gewijd aan Maria.

## Geschiedenis
In 2000 werd de kapel gebouwd door de bewoner van de Linnermolen. Met de Tweede Wereldoorlog-herdenking op de brug over de Vlootbeek boden Britse veteranen een Mariabeeld aan dat een plek in de kapel kreeg.

## Bouwwerk
De bakstenen kapel is opgetrokken op een rechthoekige plattegrond en wordt gedekt door een verzonken zadeldak met pannen. In de beide zijgevels bevindt zich een segmentboogvormig venster met een omlijsting met daarin vijf gele stenen. De achtergevel en frontgevel zijn een tuitgevel met schouderstukken en een verbrede aanzet, op de tuit bekroond met ornament. In de frontgevel bevindt zich de rondboogvormige toegang tot de kapel, grotendeels omlijst met gele stenen, die wordt afgesloten met een siersmeedhek. 
In de kapel is tegen de achterwand het altaar geplaatst met daarop het polychrome Mariabeeld.